# 771 до н. е.

## Події
Початок періоду "Весни та осені" (Чуньцю) в Китаї.

## Народились
- бл. 771 — Ромул і Рем (згідно з легендою), сини весталки Реї Сільвії і бога

Марса.